# Niwot (Colorado)
Niwot est un secteur non constitué en municipalité et une census-designated place du Colorado dans le comté de Boulder aux États-Unis. 
Lors du recensement des États-Unis de 2020, sa population était de 4 306 habitants,.

## Histoire
Niwot porte le nom du chef Arapaho Niwot. 
Niwot a été construite pour la première fois en 1875 de part et d'autre du Colorado Central Railroad (en). Initialement, le quartier commercial de la ville était à l'ouest du chemin de fer, pendant que le résidentiel était à l'est. Au début des années 1900, la majeure partie de la ville s'est déplacée vers le côté est de la voie, tandis que les bâtiments à l'ouest ont été déplacés ou incendiés. 
Niwot est connue pour avoir été le siège de la société de chaussures Crocs pendant plus d'une décennie avant juin 2020. 